# Cláudio Roberto Souza
Cláudio Roberto Souza (Teresina, 14 de outubro de 1973) é um ex-atleta brasileiro, que competia nas pistas de atletismo como velocista, especializado nos 100 e 200 metros rasos.
Nos Jogos Olímpicos de Sydney em 2000, conquistou a medalha de prata na modalidade de revezamento 4x100m (até então mantida, a despeito da confissão de um dos membros da equipe americana, Tim Montgomery, de ter corrido dopado), com o tempo de 37s90. Cláudio era reserva da equipe brasileira composta por Claudinei Quirino, Édson Luciano, André Domingos e Vicente Lenílson, mas correu nas etapas eliminatórias.
Apesar de ter corrido a eliminatória (recebeu durante os Jogos Pan-americanos de 2003 um broche reservado aos medalhistas olímpicos), ter direito à medalha olímpica, e também ao certificado de medalhista olímpico, somente em 06 de maio de 2020 o Comitê Olímpico Internacional comunicou que encaminhará a honraria ao atleta.
Também conquistou uma medalha de prata no revezamento 4 x 100 metros no Campeonato Mundial de Atletismo de 2003 em Paris, juntamente com os companheiros de equipe Vicente de Lima, Édson Luciano e André Domingos, e a medalha de ouro nos Jogos Panamericanos de Santo Domingo em 2003, no revezamento 4 x 100 metros (após confirmação do doping do americano Mickey Grimmes, integrante do revezamento americano, vencedor da prova) , como reserva da mesma equipe que foi medalhista olímpica. A equipe brasileira de revezamento terminou em oitavo lugar nos Jogos Olímpicos de Atlanta em 2004. Nos 100 metros rasos, Souza terminou em quinto lugar na Universíada de Verão de 2001, em Pequim.
Seus recordes pessoais individuais nas provas em que era especialista são 10s19 nos 100 metros rasos e 20s24 nos 200 metros rasos.
O atleta viveu por muitos anos na cidade de Jaú, São Paulo, onde possuía um projeto social, e retornou ao Piauí, onde coordena um projeto de formação de atletas.